# Marcel-Emile Deslaurens
Marcel-Emile Deslaurens, francoski general, * 1883, † 1940.